# Иркутск
Ирку́тск е град в Русия, административен център на Иркутска област и на Иркутски район. Градът е разположен на двата бряга на река Ангара на 66 km от езерото Байкал. Населението му към 2016 г. наброява 623,4 хил. души.

## Име
Градът е кръстен на името на река Иркут. Смята се, че името на реката на монголски означава „сила" или "енергия“.

## История
Основан е през 1661 г. като крепост. През 1686 г. получава статут на град. Още по това време Иркутск е голям търговски център, като оттук са минавали повечето кервани между Сибир и Китай. До 1700 г. в града живеят около 1000 души. В средата на 18 век е построен път между Москва и Иркутск. През 1764 година градът става център на новосъздадената Иркутска губерния.
В началото на 19 век в Иркутск биват изпратени в изгнание много интелектуални дейци, участници във въстанието на декабристите. Голяма част от културното наследство на Иркутск идва именно от тях. През 1879 г. в Иркутск избухва голям пожар, който изпепелява историческия център на града и разрушава около ¾ от сградите му. Въпреки това Иркутск се възстановява бързо в началото на 1880-те, когато е разцветът на златодобива в района. През 1896 г. е прокарано електричество, а през 1898 г. е построена жп гара в града, част от Транссибирската магистрала. Железопътната линия въздейства изключително благоприятно върху икономиката на града. В резултат на строителството й се образува и италиански квартал, където се заселват част от участвалите италиански гурбетчии и семействата им.
По времето на Гражданската война в Русия, след Октомврийската революция, градът става сцена на ожесточени боеве между болшевики и белогвардейци. През 1920 г. тук е екзекутиран Александър Колчак, главнокомандващ антиболшевишките сили. Иркутск е бил административен център на Монголо-Бурятската автономна област в периода 1922 – 1923 г. и на Източносибирския край в периода 1930 – 1937 г., а от 1937 г. – на Иркутска област. През 1930-те години са положени основите на самолетостроенето и металургията в града. По време на Втората световна война около 20 хил. жители на Иркутск са изпратени на фронта, половината от които така и не се връщат. През 1950-те години е построено водохранилището на река Ангара, като през 1958 г. е въведена в експлоатация Иркутската ВЕЦ. По това време Иркутск бива мащабно индустриализиран. През 1986 г. градът е удостоен с ордена на Октомврийската революция. До 1990-те години Иркутск е голям промишлен център с множество развити отрасли. В последвалите години на криза, след разпадането на СССР, производството на града не се вписва добре в световния пазар и много предприятия затварят врати.

## Население
Иркутск е населен основно от руснаци, но има и големи малцинства (над 1000 души) от буряти, украинци, татари, азербайджанци, киргизи, арменци, узбеки, таджики, беларуси, евреи и тувинци. Броят на жителите на града достига връх през 1991 г., когато те наброяват 641 000 души.
| 1856    | 1897    | 1923    | 1926    | 1939    | 1956    | 1962    |
| ------- | ------- | ------- | ------- | ------- | ------- | ------- |
| 24 100  | 51 000  | 87 600  | 108 000 | 250 000 | 314 000 | 385 000 |
| 1967    | 1973    | 1975    | 1982    | 1985    | 1989    | 1991    |
| 420 000 | 485 000 | 516 000 | 575 000 | 601 000 | 626 135 | 641 000 |
| 1992    | 1995    | 1996    | 1999    | 2000    | 2002    | 2004    |
| 639 000 | 581 000 | 583 000 | 592 000 | 590 000 | 593 604 | 588 500 |
| 2006    | 2008    | 2010    | 2012    | 2014    | 2015    | 2016    |
| 578 100 | 575 800 | 587 891 | 597 846 | 612 973 | 620 099 | 623 424 |

## Климат
Иркутск е разположен в зона на умереноконтинентален климат, но граничещ със субарктичен. Има студена зима и топло лято. Средната годишна температура е 1.0 °C.
| Климатични данни за Иркутск           | Климатични данни за Иркутск | Климатични данни за Иркутск | Климатични данни за Иркутск | Климатични данни за Иркутск | Климатични данни за Иркутск | Климатични данни за Иркутск | Климатични данни за Иркутск | Климатични данни за Иркутск | Климатични данни за Иркутск | Климатични данни за Иркутск | Климатични данни за Иркутск | Климатични данни за Иркутск | Климатични данни за Иркутск |
| Месеци                                | яну.                        | фев.                        | март                        | апр.                        | май                         | юни                         | юли                         | авг.                        | сеп.                        | окт.                        | ное.                        | дек.                        | Годишно                     |
| Абсолютни максимални температури (°C) | 2,3                         | 10,2                        | 20,0                        | 29,2                        | 34,5                        | 35,6                        | 37,2                        | 34,0                        | 29,7                        | 24,5                        | 14,4                        | 5,3                         | 37,2                        |
| Средни максимални температури (°C)    | −12,8                       | −7,8                        | 0,3                         | 9,4                         | 18,1                        | 22,7                        | 24,8                        | 22,2                        | 15,7                        | 7,7                         | −2,7                        | −10,6                       | 7,3                         |
| Средни температури (°C)               | −17,8                       | −14,4                       | −6,4                        | 2,5                         | 10,2                        | 15,4                        | 18,3                        | 15,9                        | 9,2                         | 1,8                         | −7,6                        | −15,3                       | 1,0                         |
| Средни минимални температури (°C)     | −21,8                       | −19,6                       | −12,2                       | −2,8                        | 3,6                         | 9,3                         | 13,0                        | 10,9                        | 4,3                         | −2,5                        | −11,6                       | −19,1                       | −4                          |
| Абсолютни минимални температури (°C)  | −49,7                       | −44,7                       | −37,3                       | −31,8                       | −14,3                       | −6                          | 0,4                         | −2,7                        | −11,9                       | −30,5                       | −40,4                       | −46,3                       | −49,7                       |
| Средни месечни валежи (mm)            | 13                          | 8                           | 12                          | 18                          | 37                          | 78                          | 114                         | 91                          | 52                          | 21                          | 20                          | 16                          | 480                         |
| ------------------------------------- | --------------------------- | --------------------------- | --------------------------- | --------------------------- | --------------------------- | --------------------------- | --------------------------- | --------------------------- | --------------------------- | --------------------------- | --------------------------- | --------------------------- | --------------------------- |
| Източник: Погода и Климат             |                             |                             |                             |                             |                             |                             |                             |                             |                             |                             |                             |                             |                             |

## Икономика
Най-развитата промишленост в Иркутск е самолетостроителната. Заводът Иркут е известен с производството си на изтребителите Су-30. Развито е машиностроенето и металургията. Градът разполага с ВЕЦ с номинална мощност от 662.4 MW. Градът е също и важен железопътен възел на Транссибирската магистрала. Разполага с две летища, едното от които е международно.

## Известни личности
Родени в Иркутск
- Александър Шеманский, оперен певец
- Николай Камов, авиоконструктор, създател на вертолетите „Ка“
- Михаил Мил, авиоконструктор, създател на вертолетите „Ми“

Починали в Иркутск
- Афанасий Шчапов (1831 – 1876), историк

## Побратимени градове
Иркутск е побратимен с:
- Канадзава, Япония
- Улан Батор, Монголия
- Шенян, Китай
- Юджин, Орегон, САЩ
- Нови Сад, Сърбия
- Пфорцхайм, Германия
- Стрьомсунд, Швеция
- Евиан ле Бен, Франция
- Гренобъл, Франция
- Дижон, Франция
- Порденоне, Италия